# Leonardo Salgado
Leonardo Salgado (1962) es un paleontólogo argentino. En 2000 realizó su doctorado en Ciencias Naturales por la Universidad Nacional de La Plata, y es investigador del CONICET. Actualmente trabaja en el Instituto de Paleobiología y Geología de la Universidad Nacional de Río Negro y en el Conicet, en General Roca (provincia de Río Negro, Argentina).
Ha escrito numerosos trabajos científicos, de entre los cuales quizás el más famoso sea la descripción original de uno de los dinosaurios carnívoros más grandes conocido, el Giganotosaurus carolini (con Rodolfo Coria, 1996). Se le deben también las descripciones y nomenclaturas de Antarctopelta (con Zulma Gasparini, 2006, la descripción definitiva del primer dinosaurio hallado en la Antártida). Además, posee un blog sobre temas de medioambiente en la provincia de Río Negro.

## Especies de dinosaurios descriptas por Salgado
De acuerdo con el sitio web Enzyclopedia Dinosaury describió las siguientes especies de dinosaurios:
- Amargasaurus cazaui Salgado y Bonaparte, 1991
- Giganotosaurus carolinii Coria y Salgado, 1995
- Limaysaurus tessonei Calvo y Salgado, 1995
- Gasparinisaura cincosaltensis Coria y Salgado, 1996
- Ilokelesia aguadagradensis Coria y Salgado, 1998
- Rocasaurus muniozi Salgado y Azpilicueta, 2000
- Amazonsaurus marahensis Carvalho, Avilla y Salgado, 2003
- Puertasaurus reuili Novas, Salgado, Calvo y Agnolín, 2005
- Antarctopelta oliveroi, Salgado, L. y Z. Gasparini. 2006.
- Uberabatitan riberoi Salgado y Carvalho, 2008
- Barrosasaurus casamiquelai Salgado y Coria, 2009
- Demandasaurus darwini Fernández-Baldor, Canudo, Huerta, Montero, Pereda Suberbiola y Salgado, 2011
- Petrobrasaurus puestohernandezi Filippi, Canudo, Salgado, Garrido, García, Cerda y Otero, 2011
- Comahuesaurus windhauseni Carballido, Salgado, Pol, Canudo y Garrido, 2012
- Katepensaurus goicoecheai Ibiricu, Casal, Martínez, Lamanna, Luna y Salgado, 2013
- Chilesaurus diegosuarezi Novas, Salgado, Suárez, Agnolín, Ezcurra, Chimento, de la Cruz, Isasi, Vargas y Rubilar-Rogers, 2015
- Triunfosaurus leonardii Carvalho, Salgado, Lindoso, Araújo-Júnior, Nogueira y Soares, 2017
- Isaberrysaura mollensis Salgado, Canudo, Garrido, Moreno-Azanza, Martínez, Coria y Gasca, 2017
- Patagotitan mayorum Carballido, Pol, Otero, Cerda, Salgado, Garrido, Ramezani, Cúneo y Krause, 2017
- Choconsaurus baileywillisi Simón, Salgado y Calvo, 2018
- Lavocatisarus agrioensis Canudo, Carballido, Garrido y Salgado, 2018
- Kaijutitan maui Filippi, Salgado y Garrido, 2019
- Isasicursor santacrucensis Novas, Agnolin, Rozadilla, Aranciaga-Rolando, Brisson-Egli, Motta, Cerroni, Ezcurra,Martinelli, Angelo, Alvarez-Herrera, Gentil, Bogan, Chimento, Garcia-Marsa, Lo Coco, Miquel, Brito, Vera, Perez Loinaze, Fernandez y Salgado, 2019
- Nullotitan glaciaris Novas, Agnolin, Rozadilla, Aranciaga-Rolando, Brisson-Egli, Motta, Cerroni, Ezcurra,Martinelli, Angelo, Alvarez-Herrera, Gentil, Bogan, Chimento, Garcia-Marsa, Lo Coco, Miquel, Brito, Vera, Perez Loinaze, Fernandez y Salgado, 2019
- Bravasaurus arrierosorum Hechenleitner, Leuzinger, Martinelli, Rocher, Fiorelli, Taborda y Salgado, 2020
- Punatitan loughlini Hechenleitner, Leuzinger, Martinelli, Rocher, Fiorelli, Taborda y Salgado, 2020
- Patagopelta cristata Riguetti, Pereda-Suberbiola, Ponce, Salgado, Apesteguía, Rozadilla y Arbour, 2022
- Bustingorrytitan shiva, Simón, M.E. y Salgado, L., 2023
- Titanomachya gimenezi, Pérez Moreno, A., Salgado, L., Carballido, J.L., Otero, A. y Pol, D., 2024
- Cienciargentina sanchezi, Simón y Salgado, 2025.[7]

## Abreviatura (zoología)
La abreviatura Salgado  se emplea para indicar a Leonardo Salgado como autoridad en la descripción y taxonomía en zoología.